# Кисю (порода собак)
Кисю (яп. 紀州犬 кисю: ину; кисю: кэн) — порода охотничьих собак примитивного типа, сформировавшаяся в Японии. Среднего размера остроухая собака, чаще всего белого окраса, типичного для исконно японских собак облика. Используется для охоты на крупного зверя, преимущественно на кабана. В 1934 году признана национальным достоянием Японии.

## История породы
Кисю — местная порода, относящаяся к коренным шпицеобразным японским собакам, история которых насчитывает более трёх тысяч лет. Порода сформировалась в горных районах полуострова Кии, на территориях княжества Кисю, где теперь находятся префектуры Миэ, Нара и Вакаяма. Собак, происходящих из разных местностей и несколько различающихся по облику, нередко называли по их происхождению: в регионе Кумано их называют кумано-ину и тайдзи-ину, в районе Нансэй — оутияма-ину, а в уезде Хидака разводят преимущественно белых хидака-кэй. Общее название породы «кисю» стало применяться после утверждения в 1934 году стандарта Nippo. В 1934 году порода признана национальным достоянием Японии.
О происхождении кисю существует легенда. Японский охотник выходил раненую волчицу, попросив взамен одного из её будущих волчат. Волчица исполнила обещание и принесла охотнику волчонка, который был воспитан человеком и стал прародителем всех кисю. Бесстрашный и неутомимый помощник, кисю высоко ценился местными охотниками на протяжении столетий, сцены охоты с участием кисю изображены на рисунках 700-летней давности. Жизнь в отдалённых и изолированных районах Японии позволила кисю выжить во времена Второй мировой войны, погубившей многие породы собак. Кисю редки даже в Японии, популяция оценивается в 11—13 тысяч особей. Nippo ежегодно регистрирует 700—900 щенков.
Порода признана Ассоциацией по сохранению японской собаки Nippo как исконно японская собака среднего размера. Стандарт Nippo, описывающий японскую собаку и включающий шесть сходных пород, разработан в 1934 году и лёг в основу стандарта породы, представленного Японским кеннел-клубом Международной кинологической федерацией (FCI).
Порода признана Международной кинологической федерацией в 1982 году. В США кисю включены в регистр организации Foundation Stock Service, занимающейся сохранением редких пород, в 2005 году.

## Внешний вид

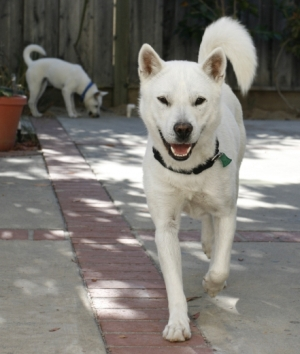
Кобель белого окраса

Кисю — типичная японская собака среднего размера, с заострёнными стоячими ушами и согнутым в кольцо хвостом. Крепкая, компактная, отлично сбалансированная и мускулистая, исключительно выносливая. Соотношение высоты в холке и длины корпуса 10:11. Стандарт требует выраженного полового диморфизма.
Голова широкая, переход ото лба к морде довольно крутой, с небольшой срединной бороздой, спинка носа прямая. Мочка носа чёрная, у белых собак может быть телесного цвета. Морда объемная, клиновидная, заострённая. Тёмно-коричневые глаза некрупные, треугольной формы, наружные уголки глаз приподняты. Стоячие треугольные уши чуть наклонены вперёд.
Спина прямая с выраженной холкой, шея толстая, поясница широкая, грудь глубокая, живот подтянут. Углы конечностей умеренные, лапа хорошо собранная, мякиши толстые и крепкие, когти тёмные. Часто встречаются прибылые пальцы на задних ногах. Движения лёгкие и упругие. Хвост толстый и довольно длинный, посажен высоко, свёрнут в кольцо или изогнут в форме серпа над спиной.
Как все японские собаки, кисю одеты в шерсть дикого типа с грубым прямым покровным волосом и плотным мягким подшёрстком. На щеках и хвосте имеется несколько удлинённая уборная шерсть. Первоначально преобладающими окрасами кисю были рыжий и кунжутный, или сезамовый (так называется зонарный окрас, образованный волосами, имеющими окрашенные в тёмный и светлый цвета участки), встречались чёрные и тигровые особи. Рыжий, кунжутный и тигровый обеспечивали преимущество в охоте, делая собаку незаметной для зверя, но достоинство нередко оборачивалось недостатком: были трагические случаи, когда неопытные охотники убивали собаку, спутав её со зверем. Белые кисю более удобны в работе, хотя и лучше заметны зверю, так что почти все современные кисю — белые, их окрас больше нравится заводчикам. Стандарт разрешает также рыжий и кунжутный окрасы, но такие кисю встречаются очень редко. Тигровый окрас полностью исчез к 1945 году.
Собака производит впечатление благородства и достоинства и при этом близости к дикой природе. Облик кисю сходен с другой японской собакой среднего размера — сикоку.

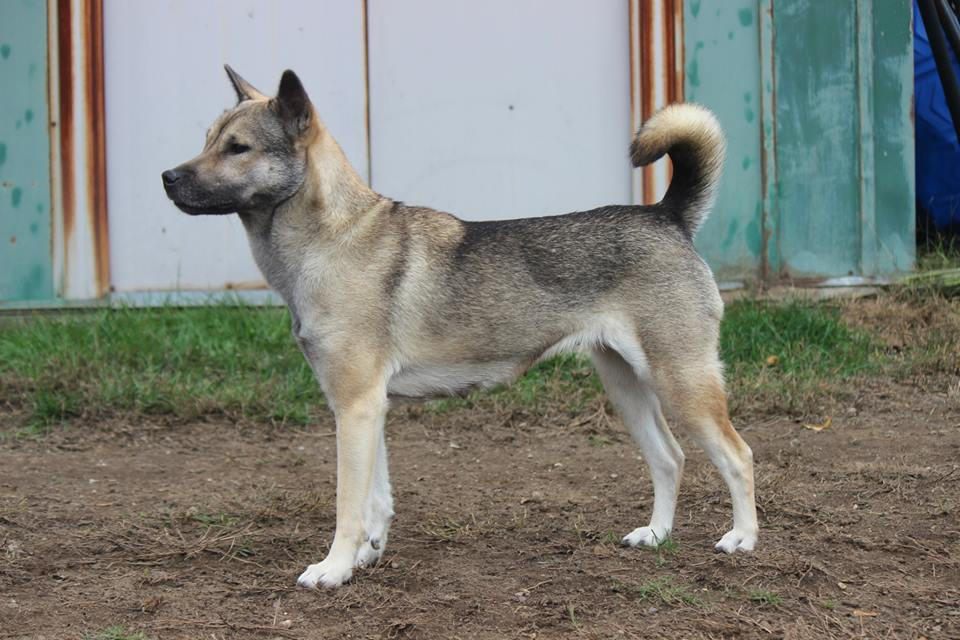
Сука кунжутного окраса

В Японии различают три внутрипородных типа кисю, связанных с основным объектом охоты. Собаки, охотящиеся на дикого кабана, крепко сложены, мускулисты и отличаются злобой к зверю. Такая разновидность считается наиболее типичной для породы. Охотники на оленя должны быть способны к быстрому и порой длительному бегу; они стройнее, очень выносливы и более возбудимы. Реже встречаются кисю, использующиеся в охоте на кроликов и птицу — к работе с мелкой дичью эти собаки приспособлены мало. Стандарт Nippo выделяет две разновидности японских собак среднего размера, к которым относятся и кисю.

## Темперамент
Кисю обладают уравновешенным характером, в повседневной жизни спокойны и невозмутимы, но благодаря подвижной нервной системе готовы немедленно перейти к работе. Охотничье поведение отлично развито, собаки независимы, отважны и решительны. Кисю легко обучаются, помимо страсти к охоте проявляют территориальное поведение и могут быть использованы для сторожевой и даже пастушьей служб, могут быть и хорошими компаньонами, а способностей к защитной или караульной службе у них нет. В работе проявляют сообразительность и даже хитрость, способны подолгу караулить добычу. При этом, как большинство охотничьих собак, кисю лояльны к хозяину и послушны, с посторонними недоверчивы. Сущность и типичный характер исконной японской собаки кисю выражают в полной мере.

## Использование
Кисю специализируются в охоте на крупную дичь — кабана, оленя, могут охотиться даже на медведя. Почти все собаки, используемые в охоте на дикого кабана в Японии, принадлежат к этой породе, другие японские породы — хоккайдо, каи, сикоку — тоже любимы охотниками, но используются реже.
На охоте от собаки требуется отыскать след, выследить зверя, обойти его и лаем удерживать до прибытия человека, перекрывая пути отхода и не давая скрыться. Если зверь пытается прорваться мимо собаки, собака может вспрыгнуть на зверя и вцепиться в него зубами, при этом собака должна лишь сдержать зверя, но не убить его. Вспрыгнуть кабану на спину, чтобы дать возможность охотнику произвести выстрел с короткой дистанцией — типичная манера работы кисю. Эта собака обладает достаточной силой, смелостью и злобностью, чтобы удерживать кабана в одиночку, о таких собаках японцы говорят «Одно ружьё, одна собака» (яп. 一銃一狗 итидзю: икку), имея в виду, что этого достаточно для успешной охоты.
Современные охотники чаще работают с парой или сворой собак. Если собаки работают в паре, они могут применить оба способа одновременно. В отличие от большинства охотничьих собак, кисю могут использовать оба способа удержания добычи — как лаем, так и укусом.

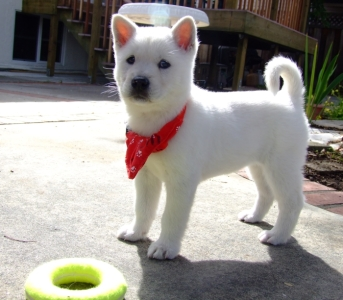
Щенок кисю: сука, 7 недель

## Содержание и уход
Собаки неприхотливы в еде, легко переносят холод, хорошо приспособлены к жизни в каменистной местности.

## Комментарии
1. ↑  В кинологии под примитивной понимается такая порода, которая сформировалась главным образом под влиянием естественного отбора, при минимальном участии человека. Такие условия свойственны собакам, живущим с изолированными племенами или в труднодоступных регионах[1].